# Маласа
Маласа (1-а пол. II ст.) — перший відомий цар Лазики.

## Життєпис
Про його попередників нічого невідомо, можливо саме Маласа зумів об'єднати лазів (південноколхські племена). У 130 році згаданий у звіті Арріана, імператорського легата Каппадокії, імператору Адріану. Цей звіт було складено за результатами інспекції римських залог Східного Причорномор'я.
Маласу названо другом і союзником римлян (одне з іфіційних найменувань). Ймовірно царський титул було надано саме Адріаном. Йому спадкував Бакур.